# La Petite Américaine
Pour plus de détails, voir Fiche technique et Distribution.
La Petite Américaine (The Little American) est un film muet américain co-réalisé par Cecil B. DeMille et Joseph Levering, sorti en 1917.

## Synopsis
Karl Von Austreim, Américain d'origine allemande, dit au revoir à sa fiancée, Angela Moore, avant de retourner en Allemagne au début de la Première Guerre mondiale pour combattre du côté de son pays d'origine. Le Comte Jules de Destin, de l'ambassade de France, un de ses rivaux pour le cœur d'Angela, part aussi pour l'Europe rejoindre l'armée. Peu après, Angela est appelée en France pour prendre soin de sa tante mourante. Son bateau, le Veritania, est torpillé, mais elle est sauvée et arrive en France pour trouver sa tante décédée et le vieux château converti en hôpital de campagne. Après avoir de mauvaise grâce abandonné sa neutralité américaine, Angela accepte de dissimuler un téléphone avec lequel elle peut contacter les Français en retraite. Après l'arrivée des Allemands, elle commence à envoyer des messages aux Alliés. Karl, transformé par la guerre, attaque Angela dans le noir, mais quand le colonel allemand ordonne qu'elle soit fusillée comme espionne, son ancien amoureux rejette le Kaiser et la rejoint avant l'arrivée du peloton d'exécution. Une attaque des Français les sauve, et ils se réfugient dans une église où Jules, en récompense pour le courage d'Angela, laisse la liberté à Karl et leur assure le passage vers l'Amérique.

## Fiche technique
- Titre original : The Little American
- Titre français : La Petite Américaine
- Réalisation : Cecil B. DeMille et Joseph Levering[1] (non crédités)
- Scénario : Cecil B. DeMille (non crédité), Clarence J. Harris (non crédité) et Jeanie Macpherson d'après une histoire de Jeanie Macpherson
- Direction artistique : Wilfred Buckland
- Costumes : Lucy Christina Duff Gordon (robes)
- Photographie : Alvin Wyckoff
- Montage : Cecil B. DeMille
- Production : Cecil B. DeMille
- Société de production : Mary Pickford Film Corporation
- Société de distribution : Artcraft Pictures Corporation
- Pays de production :  États-Unis
- Langue originale : anglais
- Format : noir et blanc — 35 mm — 1,37:1 — Muet

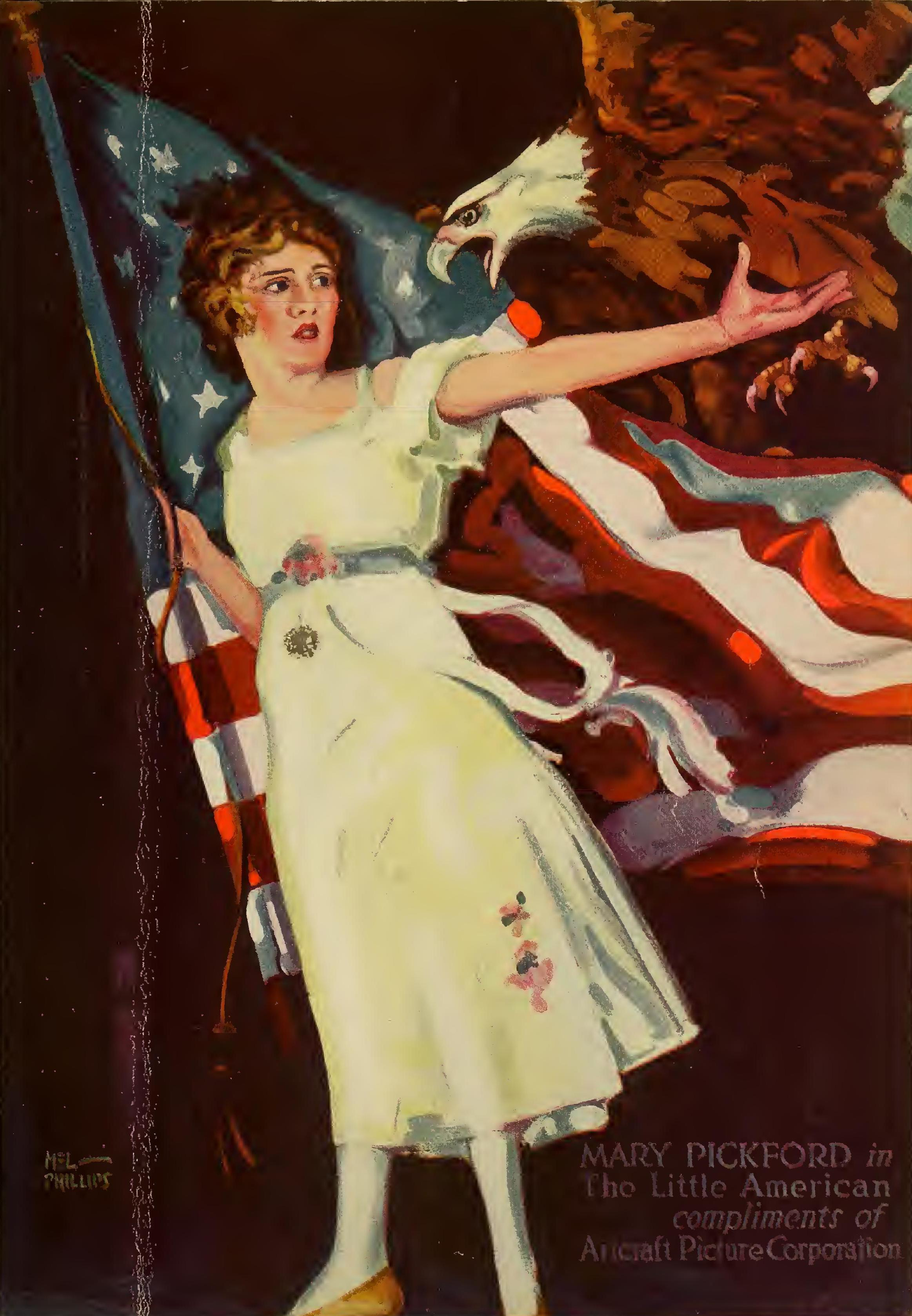
1917

- Genre : drame
- Durée : 80 minutes
- Dates de sortie : 
  - États-Unis : 12 juillet 1917 (première)
  - États-Unis : 27 août 1917 (sortie nationale)

## Distribution
- Mary Pickford : Angela Moore
- Jack Holt : Karl von Austreim
- Raymond Hatton : comte Jules De Destin
- Hobart Bosworth : colonel allemand
- Walter Long : capitaine allemand
- James Neill : sénateur John Moore
- Ben Alexander : Bobby Moore
- Guy Oliver : Frederick von Austreim
- Edythe Chapman : Mme von Austreim
- Lillian Leighton : grand-tante d'Angela
- DeWitt Jennings : avocat anglais

Acteurs non crédités
- Wallace Beery : soldat allemand
- Clarence Geldart : commandant de sous-marin
- Gordon Griffith : enfant
- Norman Kerry : soldat blessé
- Colleen Moore : infirmière
- Ramón Novarro : soldat blessé
- Sam Wood : soldat blessé